# Dada dub
Dada Dub (Дада Даб) — российская группа, исполняющая музыку в стилях рутс-реггей, ска и рокстеди. Одна из самых аутентичных и стильных российских реггей-групп.
Коллектив Dada Dub был основан в 1999 году московскими художниками Лэмом и Гариком Калыгиным. Название группы носит синтетический характер. В нём объединены два значения слова «dada»:
1.Дада как модернистическое течение в искусстве начала XX века (дань «художественному» прошлому основателей коллектива).
2. На ямайском раста-патуа Dada означает Отец (Всевышний, Джа).
Даб — это жанр электронной музыки, возникший в начале 1970-x годов на Ямайке.
Изначально Dada Dub был создан как электронный проект, однако, вскоре коллектив стал играть в более характерных для карибской музыки стилях: рутс-реггей, ска и рокстеди.
Сегодня Dada Dub остаётся чуть ли не единственным российским коллективом, исполняющим настоящий roots-reggae.
В своём творчестве группа проповедует философию любви, ненасилия и гуманизма.
В настоящее время группа готовит к выпуску вторую пластинку.

## Состав
- Лэм — вокал
- Павел Филиппов — гитара
- Алексей Широков — труба
- Константин Галушкин — тромбон
- Володя — бас
- Илья Ч. — клавишные
- Максим К. «Буяга» — ударные
- Руф — перкуссия
- Коля (Африка) — гитара
- Володя (Бурбон) — ударные

## Дискография
Номерные альбомы:
- Небо в ладонях Джа (2003)

Сборники и концертные записи:
- Фестиваль русского регги (в честь 60-летия Боба Марли) (2005)
- Reggae party (сборник реггей музыки) (2005)
- Dub community of Russia vol. 4 (plug da power) (2005)
- Roots In Russia 3 (2007)